# خا-۲۰

خا-۲۰

خا-۲۰ (به روسی: Х-20)، نام ناتو: ای‌اس-۳ کانگورو، گونه‌ای موشک کروز ِ هواپایهٔ ساخت شوروی است که برای شلیک بمب هسته‌ای از بمب‌افکن‌های توپولف-۹۵ ساخته‌شده و ۳۸۰ تا ۶۰۰ کیلومتر برد عملیاتی دارد. 
این موشک هوا به سطح از سال ۱۹۶۰ به نیروی هوایی شوروی پیوست. وزن پرتاب خا-۲۰ به ۱۲ تن می‌رسد و یک موتور توربوجت با سوخت جامد پیشرانه آن را تأمین می‌کند. سرعت این موشک دو برابر سرعت صوت است و از طریق ناوبری اینرسیایی با تصحیح کنترل ازراه‌دور با امواج رادیویی هدایت می‌شود.
این موشک برای نخستین بار در روز هوانوردی روسیه، در سال ۱۹۶۱ به نمایش گذاشته شد. طول موشک به ۱۵ متر می‌رسد و شکل عمومی آن شبیه هواپیماست و قدرت انفجاری سر جنگی هسته‌ای ۲۳۰۰ کیلوگرمی کانگرو معادل ۳۰۰ تا ۸۰۰ کیلوتن تی‌ان‌تی است.

## مشخصات موشک
- طول: ۱۴.۹۵ متر
- قطر: ۱.۸۱ متر
- وزن: ۱۱٬۰۰۰ کیلوگرم
- پهنای بال: ۹.۱۵ متر